# Cadira de part
Una cadira de part, també anomenada cadira obstètrica, és un dispositiu dissenyat per ajudar a la dona a assolir la postura vertical fisiològica durant el part. Està pensada per proporcionar equilibri i suport. Si no té respatller, es coneix com a tamboret de part.
Les primeres cadires de part podien tenir tres o quatre potes, tot i que les de tres potes són les més freqüents. Tots dos estils de cadira sostenen les natges de la dona durant el part, i acostumen a tenir un respatller prim i inclinat perquè sigui còmode i així permetre que els ajudants de part, col·locats darrere de la mare que està parint, puguin fer-li massatges o fer-li de suport. Sovint els braços de la cadira tenen agafadors o s'hi poden recolzar els braços perquè la mare s'hi pugui agafar i així ajudar-la a fer palanca. Les cadires de parts normalment estan entre 20,32 i 25,40 centímetres per sobre del terra. Aquestes mesures específiques permeten que les dones que estan donant a llum puguin fer força amb els peus contra el terra per ajudar-se a empènyer.

## Història
La cadira de parts s'ha utilitzat durant mil·lennis. Apareix en una anotació de la Bíblia: «I va dir: ’Quan es fa l'ofici de llevadora de les dones hebrees i les veus al tamboret de parts» (Èxode 1:16). Les cadires de parts van ser el substitut del mètode que era costum fins llavors, el qual consistia a fer que les dones seiessin a les faldes de la comare durant el part. Aquestes cadires s'utilitzaven abans que els homes fossin el gènere predominant entre els metges de les sales de parts. L'ús de la cadira de parts o de dispositius similars s'ha observat a tot el món, no és un fet aïllat d'una regió particular. S'ha vist una dona donant a llum en posició vertical a Àsia, Àfrica, les illes del Pacífic i a l'art indígena americà. La cadira de parts es remunta fins a l’any l'any 1450 a.C. a Egipte. A les parets de la casa natal de Luxor, Egipte, apareix representada una reina egípcia donant a llum en un tamboret. També es pot trobar a Grècia l'any 200 a.C. tal com apareix a una antiga votiva esculpida a Grècia. Elements cèltics del 100 a.C. A la Gran Bretanya també es representen dones assegudes en la mateixa posició vertical com si fossin en una cadira de part. La primera representació en un gravat de fusta del segle XVI mostra una dona asseguda en un tamboret envoltada d'altres dones. El tamboret de part de tres potes, de vegades anomenat el tamboret dels gemecs, va ser pensat per transportar-se desmuntat i col·locar-se a prop del terra. Alguns exemples, com aquesta cadira de parts continental, poden ajustar el respatller extensible perquè la dona pogués passar d'una posició vertical a una posició reclinada.
Les cadires de parts van caure en desús després que els metges comencessin a utilitzar el llit pla per estirar les dones durant el part. El concepte de cadira de parts també s'ha descrit en observacions d’antropòlegs i missioners.

## En temps moderns
A partir de 1980, la cadira de parts retorna a la medicina obstètrica moderna. Algunes dones embarassades han tornat a fer servir la cadira de part per la seva posició vertical, perquè permet que la força de la gravetat ajudi a expulsar el nadó, així com una posició ”vertical però més o menys estàtica”. Hi ha estudis que han demostrat que la cadira de parts accelera el temps del part i incrementa la comoditat de les dones embarassades. La posició de la cadira de parts permet que els músculs (incloent-hi els vaginals i abdominals, així com els de l'esquena, l'estómac, les cames i els braços) que s'utilitzen durant el part treballin de manera eficient. Des dels anys 80 molts hospitals han començat a instal·lar cadires de parts a causa del gran nombre de consultes que es fan al respecte. Una cadira o tamboret de parts moderna es pot fer de molts materials diferents, incloent inflables de PVC com ara el suport CUB, de plàstic com el tamboret Kaya i els tamborets de fusta encoixinats. Fa poc s'han començat a fabricar cadires/tamborets de parts que s'adapten a diferents posicions verticals, com ara a la gatzoneta, a quatre potes, de genolls o asseure’s. S'utilitzen com a suports, no necessàriament com a cadires o tamborets. Les investigacions suggereixen que estar dreta durant el part pot tenir molts beneficis per a la mare i el nadó. Utilitzar una cadira/tamboret/suport de parts moderns durant la primera etapa del part pot ajudar una dona a tenir un part en posició vertical.